# Gruppo di NGC 1386
Il Gruppo di NGC 1386 comprende almeno 8 galassie situate nella costellazione della Fornace dell'Eridano.
Il Gruppo di NGC 1386 è incluso nel più vasto Ammasso della Fornace.
La distanza media tra il centro di massa di questo gruppo e la nostra Via Lattea è di circa 38 milioni di anni luce (11,5 Mpc).

## Membri
Le galassie componenti il gruppo, nell'ordine indicato nell'articolo di Garcia del 1993, sono elencate nella tabella sottostante.
| Nome       | Designazione FCC | Costellazione | Classificazione | Tipo                           | RA (J2000.0)  | DEC (J2000.0) | Velocità radiale (km/s) | Magnitudine apparente | Distanza (Mpc) | Dimensioni (kal) |
| ---------- | ---------------- | ------------- | --------------- | ------------------------------ | ------------- | ------------- | ----------------------- | --------------------- | -------------- | ---------------- |
| NGC 1375   | 148              | Fornace       | SAB0^0?         | Lenticolare                    | 03h 35m 16.8s | -35° 15′ 56″  | 740 ± 6                 | 12,4                  | 9,48 ± 0,68    | 111              |
| NGC 1386   | 179              | Eridano       | (R)S(rs)a?      | Spirale                        | 03h 36m 46.2s | -35° 59′ 58″  | 868 ± 5                 | 11,2                  | 11,4 ± 0,8     | 65               |
| NGC 1389   | 193              | Eridano       | SAB(s)0-?       | Lenticolare                    | 03h 37m 11.8s | -35° 44′ 44″  | 921 ± 12                | 11,5                  | 12,2 ± 0,9     | 97               |
| NGC 1396   | 202              | Fornace       | SAB0-?          | Lenticolare                    | 03h 38m 06.5s | -35° 26′ 24″  | 808 ± 22                | 13,8                  | 10,5 ± 0,8     | 18               |
| NGC 1326B  | 039              | Fornace       | SB(s)m?         | Spirale barrata magellanica    | 03h 25m 20.3s | -36° 23′ 06″  | 999 ± 1                 | 13,3                  | 13,2 ± 0,9     | 63               |
| ESO 358-59 | 301              | Eridano       | SAB0-           | Lenticolare                    | 03h 45m 03.5s | -35° 58′ 21″  | 1021 ± 17               | 12,85 ± 0,09          | 13,8 ± 1,0     | 32               |
| ESO 358-60 | 302              | Fornace       | IB(s)m?         | Irregolare barrata magellanica | 03h 45m 12.1s | -35° 34′ 15″  | 803 ± 1                 | 15,32                 | 10,6 ± 0,8     | 35               |
| PGC 13449  | 222              | Fornace       | SAB(s)0^0^?     | Lenticolare                    | 03h 39m 13.3s | -35° 22′ 17″  | 800 ± 5                 | 13,94                 | 10,4 ± 0,7     | 24               |

Il sito DeepskyLog permette di trovare agevolmente le costellazioni in cui sono situate le galassie; in alternativa si possono utilizzare le coordinate delle galassie per individuarle. Se non altrimenti indicato, le coordinate sono quelle fornite dal sito NASA/IPAC (National Aeronautics and Space Administration / Infrared Processing and Analysis Center).